# Finn Malmgren
Finn Adolf Erik Johan Malmgren, född 9 januari 1895 i Göteborg, död i mitten av juni 1928 i polarisen norr om Spetsbergen, var en svensk meteorolog och polarforskare. Han var docent och amanuens vid meteorologiska institutionen i Uppsala. 

## Biografi
Efter studier i Göteborg, Sundsvall och Stockholm kom Malmgren 1912 till Uppsala, där han 1916 avlade filosofie kandidatexamen. Malmgren bodde på Nykterhetsvännernas studenthem. År 1917 fick han anställning vid professor Axel Hambergs observatorium Pårtetjåkkostugan på Pårtetjåkko som assistent till Manne Hofling. År 1920 blev han amanuens vid meteorologiska institutionen i Uppsala. Ett år senare blev han assistent vid Svenska hydrografisk-biologiska kommissionen på Bornö hydrografiska fältstation i Gullmarsfjorden.
Malmgren medföljde Roald Amundsens ishavsexpedition med fartyget Maud åren 1922–1925. Han deltog även i den lyckade nordpolsexpeditionen med luftskeppet Norge 1926, som ende svenske deltagare. För dessa expeditioner blev han, två gånger, tilldelad Sankt Olavs orden.
År 1928 deltog han i Umberto Nobiles expedition med luftskeppet Italia. Efter haveriet begav sig Malmgren och de två italienarna Adalberto Mariano och Filippo Zappi iväg på en vandring för att nå fast mark och skaffa hjälp. Malmgren dukade under på vandringen innan de två italienarna slutligen blev upplockade av den ryska isbrytaren Krasin. Malmgrens kropp återfanns aldrig, men han tilldelades postumt den italienska kronorden för sina insatser.
Han var son till postdirektören i Stockholm Adolf Ferdinand Malmgren och Anna Forsgren. Hans syster Greta var gift med Anton Fägersten.

## Minnesmärken
- Malmgren Bay, en havsbukt i Antarktis har fått sitt namn efter honom.
- Nils Sjögrens staty av Finn Malmgren invigdes den 1 november 1931 i Börjeparken, då framför Västmanlands-Dala nation i Uppsala. Statyn överlämnades till Uppsala universitet, genom rektorn Östen Undén.[4]
- Skulpturen Avskedet på polarisen, av Elsie Dahlberg-Sundberg från 1980, återger Malmgrens död. Skulpturen finns vid Finn Malmgrens plan i Hammarbyhöjden i södra Stockholm. I området finns också Finn Malmgrens väg.
- Finn Malmgrensgatan i stadsdelen Skår i Örgryte i Göteborg, uppkallades 1941 efter honom.[5]
- I Luthagen i Uppsala har Finn Malmgrens plan uppkallats till hans ära.
- I Västerås finns Finn Malmgrens gata.
- Hans gravvård (egentligen kenotaf, emedan Malmgrens kropp aldrig har återfunnits) finns på Uppsala gamla kyrkogård.
- En minnestavla över Finn Malmgren finns vid uppgången till predikstolen i Västerledskyrkan i Bromma, Stockholm. Texten lyder "Finn Malmgren – sin forskning till döden trogen, sina färdkamrater en oförglömlig vän, sitt folk ett föredöme i osjälvisk offerbragd, död i polarisens ensamhet i juni 1928. Med kärlekens tankar hans moder till lisa i bedrövelsen bragtes de medel samman för vilka denna predikstol blivit rest. För samtida och efterkommande må den vittna icke om det liv som släcktes men om livet som aldrig dör."
- Hans namn finns med på den minnessten över dels de omkomna vid luftskeppet Italias haveri, dels de som förolyckades vid räddningsexpeditionen – däribland Roald Amundsen – som står vid Tromsøs södra spets.